# Elina Duni
Elina Duni, född 10 mars 1981 i Tirana, är en albansk-schweizisk jazzsångerska.
Duni föddes i Albaniens huvudstad Tirana under den dåvarande kommunistregimen. Redan i ung ålder började hon delta i olika musikfestivaler för barn innan hon år 1992 flyttade med sin mor till staden Genève i Schweiz. Mellan år 2004 och 2008 studerade hon vid konsthögskolan i Bern med inriktning på jazzmusik. År 2008 släppte hon albumet "Baresha" tillsammans med Elina Duni-kvartetten. År 2010 släppte kvartetten sitt andra album, "Lume, lume".